# Трохтелфинген
Трохтелфинген (њем. Trochtelfingen) град је у њемачкој савезној држави Баден-Виртемберг. Једно је од 26 општинских средишта округа Ројтлинген. Према процјени из 2010. у граду је живјело 6.508 становника. Посједује регионалну шифру (AGS) 8415073.

## Географски и демографски подаци
Трохтелфинген се налази у савезној држави Баден-Виртемберг у округу Ројтлинген. Град се налази на надморској висини од 700 метара. Површина општине износи 79,2 km². У самом граду је, према процјени из 2010. године, живјело 6.508 становника. Просјечна густина становништва износи 82 становника/km².